# Mike Dash
Mike Dash, född 1963 i London, är en walesisk författare och historiker. Han är mest känd för böcker och artiklar som handlar om dramatiska episoder i historien.

## Biografi
Dash avlade grundexamen vid Universitetet i Cambridge efter studier vid Peterhouse college. Han fortsatte sina studier som doktorand vid King's College London där han senare avlade doktorsexamen.
Dash har publicerat en serie böcker om  Nederländska ostindiska kompaniets historia, Nederländerna, Indien under brittiskt styre och om New York under den progressiva eran. Han har även varit aktiv som skribent  för Smithsonian Institution med sin historie-blogg "Past Imperfect". Han började skriva för Smithsonian i juli 2011 när institutionen förvärvade hans historiesajt, A Blast from the Past, kort efter att History News Network tilldelade den 2010 års Cliopatria-pris för historiabloggar. Förutom att blogga bidrar Dash regelbundet på Reddit-forumet r/AskHistorians, och sedan januari 2019 har han återpublicerat material skrivet för AskHistorians på sin personliga bloggs "Ask Mike"-sida. Dashs bok The First Family är en ny historia om Giuseppe Morello och etableringen den sicillianska maffian i USA.